# Hyehwamun
Dongsomun
Hyehwamun ou Dongsomun (littéralement « petite porte de l'Est ») est l'une des portes de la muraille de Séoul, en Corée du Sud. Elle est située au Nord-Est de Séoul.